# Procés de pau
Un procés de pau és el conjunt de negociacions, acords i accions sociopolítiques que tenen com a objectiu resoldre un conflicte armat concret.

## Context
Abans que es produeixi un conflicte armat, els processos de pau poden incloure la prevenció d'una disputa intraestatal o interestatal que pugui desencadenar en un conflicte militar. El 2007, el Comitè Polític del Secretariat General de les Nacions Unides (UNDPO) va classificar tant la prevenció inicial d'un conflicte armat com la prevenció de la repetició d'un conflicte resolt com a «construcció de pau». L'UNDPO defineix que la construcció de pau inclou «mesures que aborden qüestions bàsiques que afecten el funcionament de la societat i de l'Estat». L'ús de forces militars neutrals per mantenir un alto el foc durant aquesta fase, normalment per part de les forces de manteniment de la pau de les Nacions Unides, es pot denominar manteniment de la pau.
Perquè els processos de pau resolguin un conflicte armat, Izumi Wakugawa, assessor del Programa de Cooperació per la Pau Internacional amb seu al Japó, suggereix la definició d'un procés de pau com «una barreja de política, diplomàcia, negociació, mediació i diàleg en tots dos escenaris, oficials i no oficials», i classifica aquests processos en dues etapes: el cessament del conflicte armat i els processos de reorganització sociològica.
Els processos no militars per aturar una etapa de conflicte armat s'anomenen «pacificació». Els mètodes militars de les forces militars organitzades globalment per aturar un conflicte armat local es classifiquen normalment com a «aplicació de la pau».
Els termes «establiment de la pau», «manteniment de la pau» i «construcció de la pau» tendeixen a ser utilitzats de manera àmplia, amb els seus significats definits en termes de les diferents fases del procés de pau que es superposen a la pràctica.
La construcció d'institucions internacionals, especialment durant el segle xx, ha estat motivada en gran manera pel desig de proporcionar un context global ampli de construcció de la pau. Això inclou la Societat de Nacions, l'Organització de les Nacions Unides i institucions regionals com la Unió Europea.

## Mecanismes
Molts mecanismes de pau específics inclouen els elements dels processos de pau. La Matriu d'Acords de Pau de l'Institut Kroc d'Estudis Internacionals per la Pau de la Universitat de Notre Dame, n'enumera alguns: amnistia, alto el foc, embargament d'armes, comissions de la veritat i la reconciliació, i reformes de la constitució, de les institucions militars, policials, judicials, educatives o dels mitjans de comunicació. Altres mecanismes inclouen intercanvis de presoners, mesures de confiança, corredors humanitaris, tractats de pau i justícia transicional.

## Crítica
L'economista Edward Luttwak argumenta que les guerres convencionals no s'han d'interrompre abans que es puguin esgotar i s'estableixin les condicions prèvies per a una pau duradora. Un acord de pau estable només és possible amb l'esgotament dels bel·ligerants o la victòria decisiva d'un bàndol. «Les esperances d'èxit militar s'han d'esvair perquè l'acord esdevingui més atractiu que els combats posteriors», però els altos el foc prematurs impedeixen que els bel·ligerants s'esgotin i els permeten rearmar les seves forces. Això al seu torn allarga la guerra i condueix a més assassinats i destruccions.

## Participació de les dones

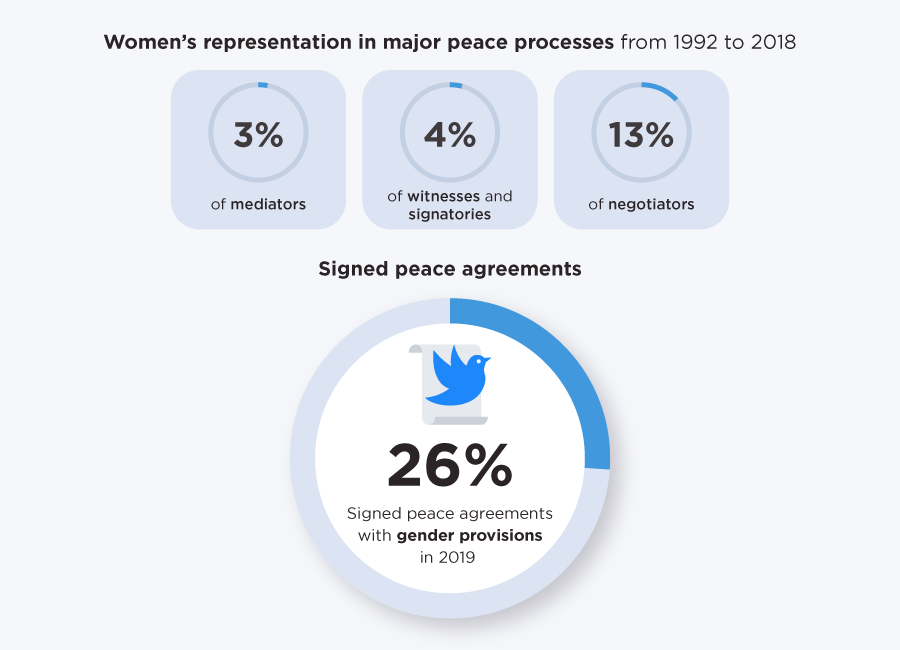
Representació de les dones en els principals processos de pau del 1992 al 2018

Segons el diplomàtic Neville Gertze, els acords de pau que són el resultat de negociacions que inclouen dones tenen un 35% més de probabilitats de durar almenys 15 anys que els que són fruit només d'homes. El secretari general de les Nacions Unides, António Guterres va alertar del fet que les dones estaven excloses dels processos de pau, que els atacs contra dones defensores dels drets humans havien augmentat i només un «percentatge reduït» del finançament per a la construcció de la pau es donava a organitzacions de dones.